# Битва под Шкловом (1654)
Битва под Шкловом — сражение между русской армией под командованием Якова Черкасского и литовской армией великого гетмана Януша Радзивилла, состоявшееся 12 августа 1654 года в ходе русско-польской войны 1654—1667. В ходе сражения литовская армия одержала тактическую победу. Во время боя было частичное солнечное затмение с большой фазой.

## Предыстория сражения
В ходе Государева похода 1654 года (наступления русской армии) центральная группировка русских войск под личным командованием царя Алексея Михайловича начала осаду Смоленска. Противостоящие группировке литовская армия гетмана великого Януша Радзивилла расположилась в укрепленном лагере под Оршей в ожидании сбора подкреплений и помощи от польских войск. Первичной задачей литовцев было снятие осады путём частных атак на русские войска. Такая стратегия уже была успешно использована литовской армией во время Смоленской войны 1632-34 годов.
Опасаясь повторения тех событий, царь уделил большое внимание ликвидации этой угрозы. Против литовцев были направлены две армии — Якова Черкасского из центральной группировки от Смоленска и основная часть южной группировки русских войск под командованием Алексея Трубецкого. Неравенство сил вынудило Януша Радзивилла к отступлению от Орши к Головчину, в ходе которого состоялось два крупных сражения — 12 августа 1654 года под Шкловом и 24 августа 1654 года под Шепелевичами.

## Соотношение сил и планы сторон
Для разгрома литовской армии Черкасскому были выделены значительные силы, состоящие в основном из конницы, которая не требовалась для ведения осады Смоленска. Армия была разделена на воеводские полки разнородного состава, которые впоследствии вступали в бой поочерёдно. Армия Черкасского в итоге насчитывала до 17 000 человек, включая в себя следующие части
- Поместная конница в составе 104 сотен (ок. 8500 чел.)
- Три рейтарских полка («тысячи») А. Фанмендина, И. Фанбуковена и В. Кречетникова (до 2800 чел.)
- Драгунский полк К. Деспевиля (до. 1500 чел.)
- Шесть приказов московских стрельцов И. Азарьева, А. Лопухина, С. Коковинского, В. Философова, И. Ендогурова и И. Нелидова (ок. 3000 чел.)
- солдатские полки[3].

Непосредственно в сражении принимали участие около 12 000 человек, так как пехота была оставлена в лагере в районе Копыси.
Литовская армия Я. Радзивилла насчитывала до 8 тысяч человек: около 5 тысяч наёмных или компутовых войск, в том числе 3 гусарские хоругви, около 20 казацких хоругвей, 7-8 татарских хоругвей, 2 рейтарских полка и 6 драгунских рот, около 5 рот немецкой и 5 рот польско-венгерской пехоты, а также несколько тысяч посполитого рушения, которое отличалось крайне низкой боевой готовностью. Большая часть пехоты была оставлена прикрывать обоз и в сражении участия не принимала. Гетман стремился не допустить объединения сил двух русских армий, надеясь разбить их по частям, после чего беспрепятственно отступить за Березину навстречу подкреплениям из Великого княжества Литовского и Польши.

## Ход сражения
Отправив 5 августа большой обоз в направлении Головчина, гетман с большей частью армии прикрывал его отход. 9 августа он оставил Оршу и, получив сведения о движении армии Черкасского 11 августа, занял удобную позицию в нескольких километрах от Шклова. Литовская армия занимала оборону на южном берегу реки Шкловка напротив брода. В центре были выстроены конные хоругви, а на флангах в оврагах укрыты драгунские полки и роты. Таким образом, русским войскам приходилось атаковать противника, переправляясь у него на виду по броду.
В пять часов вечера начались атаки русской конницы. Русская армия вступала в бой по частям, по мере подхода к месту сражения. Ширина фронта не позволяла русским войскам использовать преимущество в силах, а обходные маневры были скованы условиями местности и огнём драгунских рот. При этом Черкасский всего однажды безуспешно попытался применить обходной манёвр, предпочитая фронтальные атаки.
Первым в бой вступил Ертаульный полк под командованием Юрия Барятинского в составе 9 сотен поместной конницы (до 750 чел.). Обнаружив крупные силы литовцев, он отступил за переправу. Получив подкрепление в виде отряда кн. Дмитрия Львова (7 сотен, ок. 550 чел.), Барятинский вновь атаковал, оттеснив противника за переправу. Литовский гетман старался вынудить противника атаковать сильную оборонительную позицию, что ему удалось сделать. Переправляясь через брод, русские конные сотни сталкивались с литовской конницей. Упорное сражение длилось пять часов, в течение которых русские и литовские отряды по нескольку раз переходили в атаку. По мере развития сражения в бой вступали новые русские конные сотни, посылаемые Черкасским из своего полка, но это не приводило к успеху..
Третья атака была предпринята после подхода к месту боя Передового полка под командование кн. Никиты Одоевского и кн. Фёдора Хворостинина в составе 26 поместных сотен и рейтарского полка Фанмендина (всего ок. 3000 чел). Бой превратился в конные схватки, шедшие с переменным успехом, в то же время литовцы прочно удерживали свои позиции. Решающая атака была произведена после выдвижения к месту боя Большого полка под командованием самого Черкасского и кн. Семёна Прозоровского в составе 27 сотен и рейтарского полка Фанбуковена. Несмотря на численное превосходство русской конницы, не удавалось сбить противника с позиций, хотя литовцы несли ощутимые потери. Попытка флангового маневра русской конницы была пресечена огнём литовских драгун из оврагов, выбить которых оттуда из-за отсутствия на поле боя пехоты русские не могли. К тому же неширокий фронт противостояния не позволил развернуть все силы, и атаки велись отдельными воеводскими полками.
После подхода «Прибылого» полка кн. П. И. Черкасского (8 поместных сотен и драгунский полк Деспевиля — ок. 2100 чел.) и Сторожевого полка кн. М. М. Тёмкина-Ростовского (27 сотен и рейтарйский полк В. Кречетникова — ок. 3000 чел.) превосходство русской армии стало двукратным. Бой к этому времени длился уже более 4 часов. Понимая, что время работает на русскую армию и, опасаясь подхода русской пехоты, Радзивилл предпринял мощную контратаку всеми имевшимися силами. Возглавляли атаку три гусарские хоругви (около 300 всадников). Этой атакой литовцам удалось отбросить русскую конницу за Шкловку, отдельные литовские хоругви достигли даже лагеря русской армии, где располагалась пехота и артиллерия.
Наступившая ночь прервала сражение. Черкасский решил не продолжать атаки и отошел к Копыси. Поле боя осталось за литовской стороной. Однако ввиду очевидного превосходства противника в силах (стало известно о наличии крупных сил пехоты) литовская армия на следующий день продолжила отступление. В ночь на 13 августа Радзивилл приказал отойти к Головчину и Борисову.

## Потери сторон
Несмотря на ожесточённый бой, потери русской армии были не очень велики. Так например три рейтарских полка списочной численностью 2800 всадников потеряли всего 9 человек убитыми и 17 ранеными.. Сопоставимыми были потери и дворянских сотен, что позволяет оценить общие потери русской армии в несколько сотен человек. Литовская армия потеряла убитыми и ранеными около 700 человек (в том числе 200 убитыми). Наибольшее количество потерь в армии Радзивилла приходилась на лучшие части — гусарские хоругви и рейтарский полк гетмана великого. Потери начальных людей были также незначительными с обеих сторон: у литовцев погибло 2 поручика, у русских — 1 сотенный голова. Обе стороны заявили о захвате примерно 20 пленных.

## Итоги и значение сражения
Литовская армия одержала тактическую победу, используя хорошо укрепленную позицию и ошибки командования русской армии. Ни одна из сторон не достигла поставленных целей — литовцы продолжили отступление, а русские армии продолжили преследование. Сражение продемонстрировало значение использование тяжелой кавалерии (гусар) для нанесения решающего удара, а также возросшую боеготовность и выучку русской конницы, которая выдержала многочасовой бой с наемными литовскими войсками.